# محمد برزگر جلالی
محمد برزگر جلالی استاد ممتاز دانشگاه علوم پزشکی تبریز است.

## تولد و تحصیلات
محمد برزگر جلالی در سال ۱۳۲۴ اردبیل متولد شد. تحصیلات ابتدایی و متوسطه خود را در سال ۱۳۴۲ در اردبیل به پایان رسانید. با کسب رتبه اول در کنکور وارد دانشکده داروسازی دانشگاه تهران شد و در سال ۱۳۴۷ با رتبه اول فارغ‌التحصیل گردید. وی در سال ۱۳۵۳ با بورسیه تحصیلی به دانشگاه دمونت فورت انگلستان اعزام و در سال ۱۳۵۸ دکتری فارماسیوتیکس را با رتبه اول به اتمام رساند.

## فعالیتهای کاری و علمی
او فعالیت خود را از سال ۱۳۵۰ در دانشکده داروسازی دانشگاه تبریز شروع کرد و پس از طی مراتب استادیاری و دانشیاری در سال ۱۳۷۰ به مرتبه استادی و سپس به استاد ممتاز دانشگاه علوم پزشکی تبریز انتخاب شد.
برزگر در فهرست ۱٪ دانشمندان برتر پُر استناد دنیا در رشته‌های موضوعی مربوط به گروه فارماسیوتیکس دانشکده داروسازی قرار دارد.

## سوابق آموزشی و پژوهشی
- عضو مؤسس و هیئت علمی مرکز تحقیقات کاربرد دارویی
- عضو مؤسس دانشکده علوم نوین پزشکی دانشگاه علوم پزشکی تبریز
- عضو مؤسس مقطع پی‌اچ‌دی گروه‌های فارماسیوتیکس نانو تکنولوژی دارویی، فارماکولوژی و شیمی دارویی،
- عضو مؤسس انجمن بیوفارماسی و فارماکوکینتیک ایران
- عضو شورای پژوهشی و تألیف و ترجمه دانشگاه تبریز به مدت ۵ سال

## اعطای نشان شایستگی علمی
در سال ۱۳۹۵ استاندار آذربایجان شرقی، نشان شایستگی علمی آذربایجان شرقی را به محمد برزگر جلالی اهدا کرد.

## آئین نکوداشت پروفسور محمد برزگر جلالی در اردبیل
در ۱۶ آبان ماه ۱۳۹۸ در مجتمع فرهنگی هنری فدک اردبیل با حضور دبیر شورای فرهنگ عمومی استان اردبیل ، رئیس سازمان نظام پزشکی استان اردبیل ،رئیس دانشگاه علوم پزشکی استان اردبیل و همچنین از طرف بنیاد ملی نخبگان لوح ارج‌نامه به استاد پروفسور محمد برزگر جلالی از طرف معاون علمی رئیس جمهور اهدا گردید.همچنین آزمایشگاه مایعات دانشکده داروسازی استان اردبیل به نام دکتر برزگر جلالی نامگذاری گردید.